# Kwiejce Nowe
Kwiejce Nowe (prononciation : [ˈkfjɛi̯t͡sɛ ˈnɔvɛ]) est un village polonais de la gmina de Drawsko dans le powiat de Czarnków-Trzcianka de la voïvodie de Grande-Pologne dans le centre-ouest de la Pologne.
Il se situe à environ 11 kilomètres au sud de Drawsko (siège de la gmina), 41 kilomètres à l'ouest de Czarnków (siège du powiat), et à 72 kilomètres au nord-ouest de Poznań (capitale de la Grande-Pologne).

## Histoire
De 1975 à 1998, le village faisait partie du territoire de la voïvodie de Piła.

Depuis 1999, Kwiejce Nowe est situé dans la voïvodie de Grande-Pologne.
Jusqu'au 31 décembre 2013, le village s'appelait Nowe Kwiejce.